# Michael Eisenmeier
Michael Eisenmeier (* 30. Juni 1952) ist ein in Bielefeld ansässiger Arzt, Unternehmer und Philanthrop.
Er ist bekannt durch sein jahrelanges, ehrenamtliches Engagement, für das er im Jahr 2019 mit dem Bundesverdienstkreuz am Bande bedacht worden ist.

## Privates
Michael Eisenmeier ist ein Sohn des Unternehmerpaares Kurt und Doris Eisenmeier. Seine Familie stammt aus Hessen.
Bereits seine Eltern sowie sein Großvater sind als ehrenamtlich Tätige in Erscheinung getreten und waren ein entsprechender Einfluss auf dessen späteres Wirken in diesem Bereich.
Seinem 2011 verstorbenen Vater hat Michael Eisenmeier als Herausgeber ein Buch gewidmet, das Ende 2013 erschienen ist und den Titel Visionen kristallisieren trägt. Es stellt sowohl eine Biographie als auch Anekdotensammlung des sozial engagierten und ebenfalls mit dem Bundesverdienstkreuz ausgezeichneten Unternehmers und Architekten dar.
Michael Eisenmeier ist in zweiter Ehe verheiratet. Aus erster Ehe hat er neun Kinder.

## Tätigkeit als Mediziner
Michael Eisenmeier entschied sich für eine Karriere als Mediziner. Nachdem er fünf Jahre auf einen Studienplatz warten musste, begann er sein Studium in den späten 1970ern zunächst an der medizinischen Fakultät der Ruhr-Universität in Bochum. Das Staatsexamen absolvierte er an der Eberhard Karls Universität Tübingen. Seine Promotion zum Thema Exzessmortalität durch Influenza: Ein Methodenvergleich schloss er 1984 mit dem Vermerk „cum laude“ ab. Diese wurde ein Jahr später von der Universität veröffentlicht.
Im Januar 1987 ließ sich Eisenmeier als Allgemeinmediziner und Hausarzt in Bielefeld nieder. Er gründete in den Folgejahren mehrere Praxen im Stadtgebiet.
1998 beschloss er, sich zum Fachmann für osteopathische Verfahren weiterbilden zu lassen, um Patienten und Patientinnen ganzheitlicher behandeln zu können. Dies steht im Zusammenhang mit einem von der Anthroposophie abgeleiteten Menschenbild. Die entsprechende Fortbildung vollzog Eisenmeier an der Deutschen Akademie für Osteopathische Medizin.
Im September 2005 gründete Michael Eisenmeier eine Praxis im Zentrum Bielefelds, an der Welle 18, die sich in den darauffolgenden Jahren zu einem Ärztehaus mit verschiedenen fachlichen Schwerpunkten entwickelte. Eisenmeier steht diesem seit 2009 als ärztlicher Direktor vor.
Bei der nach ihrer Adresse benannten Welle18 handelt es sich um eine Praxis für Privatpatienten und Selbstzahler. Man bietet Expertisen in den Bereichen Allgemeinmedizin, osteopathische Verfahren, Schlafmedizin, Lungenheilkunde, Allergologie und Innere Medizin an. Eisenmeier selbst ist dabei verantwortlich für Allgemeinmedizin, Osteopathie und Pneumologie sowie Innere Medizin.
Das interdisziplinäre Team von Ärzten fokussiert sich auf den Ansatz der Komplementärmedizin, bei der sogenannte alternative Heilmethoden als Ergänzung zur Schulmedizin zum Einsatz kommen.
In Wintersheide (Sennestadt) hatte Eisenmeier eine Praxis mit einer ähnlichen fachlichen Ausrichtung wie die der Welle18.
Als Arzt ist Michael Eisenmeier Mitglied zahlreicher Einrichtungen und Verbände.
Exemplarisch seien an dieser Stelle aufgeführt: die Deutsche Akademie für Osteopathische Medizin e.V., der Bundesverband Osteopathie e.V., die Stiftung Gesundheit, der Verband der Osteopathen Deutschland, die Deutsche Gesellschaft für Manuelle Medizin und die Deutsch-Amerikanische Akademie für osteopathische Medizin.
Osteopathische Behandlungsmethoden begreift Michael Eisenmeier ausschließlich als Erweiterung, nicht als Ersatz für die bewährte Schulmedizin.
Von 2013 bis 2014 boten Eisenmeier und weitere Kollegen aus seinem Umfeld über den YouTube-Kanal Michael Eisenmeier Mitschnitte von ihren Vorträgen zu ausgewählten medizinischen Themen an.

## Ehrenamtliches Engagement
Geprägt durch die familiäre Tradition („Ich hatte den Ansporn, es dem Vater ähnlich zu tun“), wurde Michael Eisenmeier bereits als junger Mann in sozialen und ehrenamtlichen Einrichtungen und Projekten aktiv.
Sowohl sein Großvater wie auch Eisenmeiers Eltern sind als Ehrenamtliche und Stifter tätig gewesen.
Kurt und Doris Eisenmeier sind für ihren Einsatz und für die Einrichtung des Hofgutes Sassen bei Schlitz mit dem Bundesverdienstkreuz erster Klasse 2010 ausgezeichnet worden.
Bei der 1983 gegründeten elterlichen Merkur-Stiftung, die unter anderem wissenschaftliche und soziale Projekte sowie die Einrichtung Sassen finanziell fördert, ist Michael Eisenmeier seit 1984 Mitglied des Vorstandes. Einen Teil seines Erbes, für das er „nichts getan“ habe, steuerte er schon frühzeitig dieser Institution bei.
Im Zusammenhang mit seiner Tätigkeit als Arzt in Bielefeld startete Eisenmeier eigene soziale Projekte und Einrichtungen in der ostwestfälischen Großstadt. So begründete er 1987 den Verein Merkur-Therapeutikum, dessen erster Vorsitzender er über viele Jahre blieb. Später kam noch der Verein Merkur-Kultur hinzu, dessen Vorsitz der Mediziner bis 2009 innehatte.
Merkur-Therapeutikum förderte finanziell die medizinische Betreuung und Pflege Bedürftiger (bspw. durch Kunsttherapien oder häusliche Krankenpflege). Zugleich agierten beide Einrichtungen – ähnlich wie die Merkur-Stiftung in Hessen – nach dem Leitbild der Anthroposophie.
In seiner Funktion als sozial Engagierter ist Michael Eisenmeier darüber hinaus Vizepräsident der Königlichen und barmherzigen Vereinigung der Ordens- und Medaillenträger von Belgien (für die Regionale Deutschland).
Bei seinen Projekten geht es Michael Eisenmeier ferner darum, andere für das ehrenamtliche und freiwillige Engagement aufzuklären und sie dafür zu begeistern.
In diesem Kontext hatte er zu seinem sechzigsten Geburtstag die Aktion Brutblatt gestartet: Die sich schon durch ein Einzelblatt fortpflanzende Goethe-Pflanze war als Geschenk und als Symbol fürs Weitergeben an Bekannte und Partner verteilt worden, um bei diesen den Gedanken des ehrenamtlichen Engagements zu fördern. Da dies nicht entsprechend verstanden worden war, beschloss man kurz darauf den Aufbau einer Einrichtung, die die Förderung des Ehrenamtes zu einem wesentlichen Kernauftrag haben sollte: die Aurora Stiftung.

### Aurora Stiftung
Im April 2016 gründete sich die Aurora Stiftung, deren erster Vorsitzender und Inaugurator Michael Eisenmeier ist. Es handelt sich um einen international und regional wirkenden, gemeinnützigen Verein, der in den kommenden Jahren zu einer Stiftung öffentlichen Rechts weiterentwickelt werden soll. Schirmherr ist der Politiker und NRW-Landtagsabgeordnete Matthias Bolte-Richter.
Unmittelbar als eigener Verein beigeordnet ist das Aurora Hilfswerk, dem Jörg Schubert vorsteht. Nicht nur fungiert dieses als Exekutive für die betreuten Projekte, bei der Akquise von Mitteln und der Öffentlichkeitsarbeit, sondern dient auch als Organisation, der Interessierte als Mitglieder beitreten können. Die Stiftung, bestehend aus dem Vorstand, indes verwaltet das Kapital.
Stiftung und Hilfswerk pflegen gemeinsam zahlreiche Kooperationen mit anderen Einrichtungen, sowohl zum Zwecke der Unterstützung als auch für Aktionen und Projekte mit diesen.
So ist man beispielsweise Mitglied der Deutschen Gesellschaft für die Vereinten Nationen e.V. (kurz DGVN) und unterhält Beziehungen zu Einrichtungen wie der Königlichen und Barmherzigen Vereinigung der Ordens- und Medaillenträger von Belgien oder Initiativen wie Go for Ghana.
Motto und Leitgedanke der Aurora ist „Hilfe zur Selbsthilfe“. Die subventionierten Einrichtungen und Projekte (bspw. in Ghana) sollen die Bedürftigen bei der allgemeinen Besserung ihrer jeweiligen Lebensumstände unterstützen, unter anderem im Bereich der Bildung.
Zu einigen verbundenen Institutionen bestand schon vor der Errichtung der Stiftung ein längeres Kooperationsverhältnis; so von Seiten der Merkur-Stiftung zu einem Betreuungsprojekt für Behinderte in Kirgistan.

## Auszeichnungen
Michael Eisenmeier ist im Kontext seines ehrenamtlichen und sozialen Wirkens mehrfach ausgezeichnet worden:
- Medal of Merit des Bunyoro-Kitara Kingdom (2016)
- Ritterorden des Belgischen Kreuzes (2017)
- Offiziersorden des Belgischen Kreuzes (2019)
- Ehrenkreuz Belgiens

Im März 2019 bekam er in Bielefeld für sein jahrzehntelanges Engagement das Bundesverdienstkreuz am Bande verliehen. Überreicht wurde es ihm von Oberbürgermeister Pit Clausen.